# Фракція федералістів
Федералістів група, Фракція федералістів — опозиція в КП(б)У, яка стояла на позиціях комуністичного «самостійництва». Заснована в червні 1919 в Києві частиною більшовиків (здебільшого вихідців з Української соціал-демократичної робітничої партії), прихильників відродження української державності, невдоволених шовіністично-централізаторською практикою РКП(б)—КП(б)У в Україні. Виникла під впливом виступів В.Шахрая та С.Мазлаха, почала діяльність із приватних нарад, до 1920 не оформлювалася організаційно. Фундатори: П.Слинько, Є.Касьяненко, П. І. Попов, Г.Лапчинський. У листопаді 1919 П.Попов звернувся до ЦК РКП(б) із меморандумом, де сформулював осн. програмні засади Ф.г. Українська політика РКП(б) визначалася як «колоніальна», необхідність принципово нової комуністичної стратегії обґрунтовувалася специфікою національно-історичних умов, соціального та економічного становища України. Федералісти наполягали на:
1) повній суверенності Української радянської республіки та її уряду з підпорядкуванням йому армії та господарського управління;

2) створенні самостійної компартії більшовиків в Україні через об'єднання останніх із боротьбистами та іншими українськими політичними течіями, політичний центр якої мав зноситися з РКП(б) через Інтернаціонал Комуністичний. Союз радянських республік Ф.г. бачила як федерацію на засадах рівності всіх радянських республік.
Звернення Ф.г. були формально розглянуті ЦК РКП(б) та його керівництвом і використані в їхній риториці з українського питання, але відкинуті по суті.
Керівництво КП(б)У негативно відреагувало на виступи Ф.г. На партійній нараді в Гомелі (нині місто в Білорусі; листопад 1919) доповідь Г.Лапчинського «Про радянське будівництво» і його тези з партійного будівництва зусиллями провідників КП(б)У (В.Затонського, С.Косіора, Д.Мануїльського, Р.Фарбмана, Ю.Коцюбинського) були відкинуті. 1920 боротьба Ф.г. за свою платформу тривала, але 4-та конференція КП(б)У (березень 1920) визнала їхні погляди
некомуністичними, хоч і залишила в партії. Під час 4-го Всеукраїнського з'їзду Рад (травень 1920) Ф.г. утворила оргбюро у складі Г.Лапчинського, Є.Касьяненка, М.Криворотченка, Ерського, Я.Ландера й випустила нову відозву. Незабаром за вказівкою
політбюро ЦК КП(б)У частину членів Ф.г. було заарештовано ВУЧК, виключено з партії. У їхній справі було створено спеціальну партійно-чекістську комісію на чолі з Ф.Дзержинським та С.Косіором. Жорсткий політичний, адміністративний та моральний тиск спричинив ідейний та організаційний розклад і зникнення
Ф.г. влітку 1920.